# 小行星2866
小行星2866（2866 Hardy）是一颗围绕太阳公转的小行星。1961年10月7日，西維恩·阿蘭德在于克勒发现了此天体。
該小行星以美國喜劇演員奧利佛·哈台命名。
这颗小行星的绝对星等为25.92481246942582等。